# Ковельський вузол
Ковельський вузол — диверсійно-бойова операція, здійснена в роки  Німецько-радянської війни Чернігівсько-Волинським партизанським з'єднанням під командуванням О. Федорова. Проводилася в рамках стратегічної операції «Рейкова війна», спрямованої на порушення залізничних комунікацій і постачання гітлерівської армії в період літньої кампанії 1943 р.
На території УРСР було заплановано здійснити прорив у західні та південно-західні області найбільших партизанських з'єднань із метою завдання там ударів по 26 центральних залізничних вузлах регіону, одним з найважливіших серед яких був Ковель. Через нестачу мінно-вибухових засобів О. Федоров замість передбаченого в оперативному плані руйнування залізничного полотна перенацілив наявні сили на нищення рухомого складу залізниць, передусім паровозів. У результаті таких дій в розпал Курської битви — з 7 липня до 10 серпня — диверсійні групи з'єднання підірвали 123 ворожі ешелони. Пропускна спроможність стратегічної залізничної магістралі Ковель-Сарни-Київ зменшилась у 6 разів, а дороги Ковель-Рівне — більше ніж у 2 рази. В цей же час білоруські партизани, здійснюючи виключно підрив рейок, змогли скоротити пропускну спроможність місцевих комунікацій лише на 6 %.
Успішні дії на ділянках залізниць Ковельського вузла продовжувались і в наступні місяці. На квітень 1944 р. кількість підірваних об'єктів сягнула 611 ешелонів і 8 бронепоїздів противника.
На завершальному етапі операції у лютому 1944 р. із метою остаточної ліквідації Ковельського комунікаційного вузла Чернігівсько-Волинське партизанське з'єднання спільно з Житомирською партизанською дивізією ім. Щорса здійснило невдалу спробу штурму Ковеля. У зв'язку із наближенням фронту завдання по оволодінню Ковелем було передане II Білоруському фронту.